# Kelvin-Helmholtzmechanisme
Het Kelvin-Helmholtzmechanisme is een astronomisch effect dat optreedt als het oppervlak van een ster of planeet afkoelt. Door deze afkoeling, daalt de druk en raakt het hemellichaam gecomprimeerd om die drukverlaging te compenseren. Door de compressie stijgt de temperatuur in de planeet- of sterkern. Dit effect is onder andere zichtbaar op Jupiter en Saturnus. Jupiter straalt meer energie uit dan hij van de zon ontvangt.
Het mechanisme werd eind 19e eeuw opgesteld door Lord Kelvin en Hermann von Helmholtz om de bron van zonne-energie te verklaren. Tegenwoordig is bekend dat het effect van de energiestijging als gevolg van het Kelvin-Helmholtzmechanisme veel te klein is om de zonne-energieproductie te verklaren.

## Energie die vrijkomt bij Kelvin-Helmholtzcontractie
Het idee hierachter was dat de gravitationele potentiële energie van de contractie van de zon de bron van zijn energie was. Om de totale hoeveelheid energie die de zon uitstraalt door contractie te berekenen (waarbij de dichtheid constant blijft), werd aangenomen dat de zon een perfecte bol is bestaande uit concentrische schijven. De gravitationele energie kon dan benaderd worden als de integraal over alle schijven van centrum tot de straal van de betreffende schijf.
Gravitationele potentiële energie is volgens newtoniaanse mechanica gedefinieerd als:
{\displaystyle U=-{\frac {Gm_{1}m_{2}}{r}}}
Waarin G de gravitatieconstante is, en de twee massa's zijn in dit geval de massa's van de schijven met dikte dr, de massa binnen de straal r wordt geïntegreerd tussen nul en de straal van de bol. Dit geeft:
{\displaystyle U=-G\int _{0}^{R}{\frac {m(r)4\pi r^{2}\rho }{r}}\,dr}
Waarin R de grootste (initiële) straal van de bol is, en m(r) de massa is binnen de straal r. Door m(r) om te schrijven als het product van volume en dichtheid kan de integraal opgelost worden:
{\displaystyle U=-G\int _{0}^{R}{\frac {4\pi r^{3}\rho 4\pi r^{2}\rho }{3r}}\,dr=-{\frac {16}{15}}G\pi ^{2}\rho ^{2}R^{5}}
Door dit om te schrijven naar de massa van de bol wordt de uiteindelijke oplossing:
{\displaystyle U=-{\frac {3M^{2}G}{5R}}}
Hoewel de aanname dat de dichtheid constant blijft niet correct is, kan op deze manier wel een grove schatting van de verwachte levensduur van de zon worden gemaakt door de (bekende) waarden voor massa en straal van de zon in te vullen, en dan te delen door de gemeten (gemiddelde) luminositeit van de zon. Hierbij moet nog een aanname gedaan worden, de luminositeit van de zon is namelijk niet altijd constant. De berekening is:
{\displaystyle {\frac {U}{L_{\bigodot }}}\approx {\frac {2.3\times 10^{41}}{4\times 10^{26}}}\approx 18.220.650\ \mathrm {jaar} }
waarin L de luminositeit van de zon is. Hoewel dit een langere levensduur van de zon voorspelt dan andere methoden, zoals berekeningen met elektrochemische energie, is deze voorspelde levensduur van de zon duidelijk nog veel te kort. Het vraagstuk werd pas in 1938 opgelost toen Hans Bethe ontdekte dat de energie van de zon (en andere sterren) afkomstig is van kernfusie.